# Березова Гать (колишнє село, Червоноармійський район)
Березова Гать — колишнє село у Пулинській волості Житомирського повіту Волинської губернії та Цвітянській і Соколовській сільських радах Пулинського (Червоноармійського), Соколовського, Новоград-Волинського районів і Новоград-Волинської міської ради Волинської (Житомирської) округи та Київської області.

## Населення
Кількість населення, станом на 1923 рік, становила 56 осіб, кількість дворів — 16.

## Історія
У 1923 році село (сільце) включене до складу новоствореної Цвітянської сільської ради, котра, від 7 березня 1923 року, стала частиною новоутвореного Пулинського району Житомирської (згодом — Волинська) округи. Розміщувалося за 6 верст від районного центру, міст. Пулини, та 3 версти від центру сільської ради, с. Цвітянка.
20 червня 1930 року передане до складу Соколівської сільської ради новоствореного Соколовського німецького національного району. 15 вересня 1930 року, в складі сільської ради, увійшло до Новоград-Волинського району, 1 червня 1935 року — Новоград-Волинської міської ради, 17 жовтня 1935 року — Червоноармійського району Київської області.
Зняте з обліку населених пунктів до 1 жовтня 1941 року.